# Cristalografia de raios X

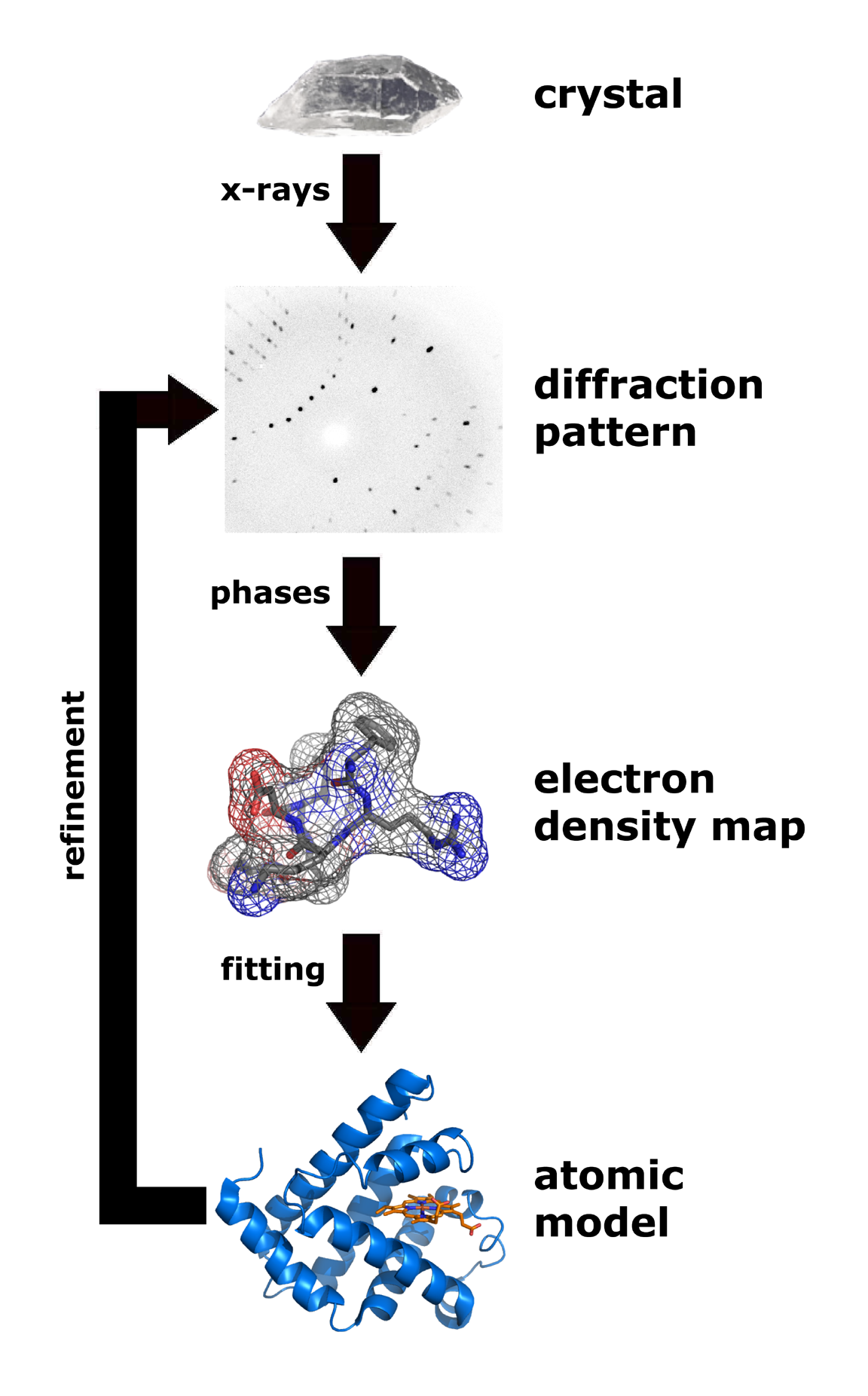
Determinação de uma estrutura por cristalografia de raios X

A cristalografia de raios X é uma técnica que consiste em fazer passar um feixe de raios X, uma forma de radiação eletromagnética, através de um cristal da substância sujeita ao estudo. O feixe se difunde em várias direções devido à simetria do agrupamento de átomos e, por difração, dá origem a um padrão de intensidades que pode interpretar-se segundo a distribuição dos átomos no cristal, aplicando a lei de Bragg, extraindo assim numerosas informações sobre a estrutura atômica e molecular. Os raios X são usados para tal fim porque têm comprimento de onda de 1 a 100 angstroms, ou seja, da mesma ordem de grandeza das distâncias interatômicas, gerando, portanto, difrações significantes.
É uma das técnicas que goza de maior prestígio na comunidade científica para estudar estruturas cristalinas, devido a sua precisão e à experiência acumulada durante décadas, elementos que a tornam muito confiável. Suas maiores limitações se devem à necessidade de trabalhar com sistemas cristalinos, pelo que não é aplicável a dissoluções, a sistemas biológicos in vivo, a sistemas amorfos ou aos gases. Porém, como muitos materiais podem cristalizar-se, tais como sais, metais, minerais, semicondutores, além de compostos inorgânicos, orgânicos e biológicos, a cristalografia de raios X tem tido um papel fundamental no desenvolvimento de várias áreas científicas, tais como determinar os comprimentos e tipos de ligações químicas e analisar as diferenças em escala atômica entre os diversos materiais, especialmente minerais e ligas. O método também revelou a estrutura e a função de muitas moléculas biológicas, incluindo vitaminas, drogas, proteínas e ácidos nucleicos, bem como desempenhou um papel essencial na descrição da dupla hélice do ácido desoxirribonucleico. Assim, conhecendo as configurações dessas estruturas, torna-se possível o desenvolvimento de novas tecnologias, como vacinas e medicamentos.
É possível trabalhar com monocristais ou com pó monocristalino, conseguindo-se diferentes dados em ambos os casos. Para a resolução dos parâmetros da célula unitária pode ser suficiente a difração de raios X em pó, ainda que para uma elucidação precisa das posições atômicas seja conveniente a difração de raios X em monocristal.

## História: Início do estudo científico de cristais e raio X

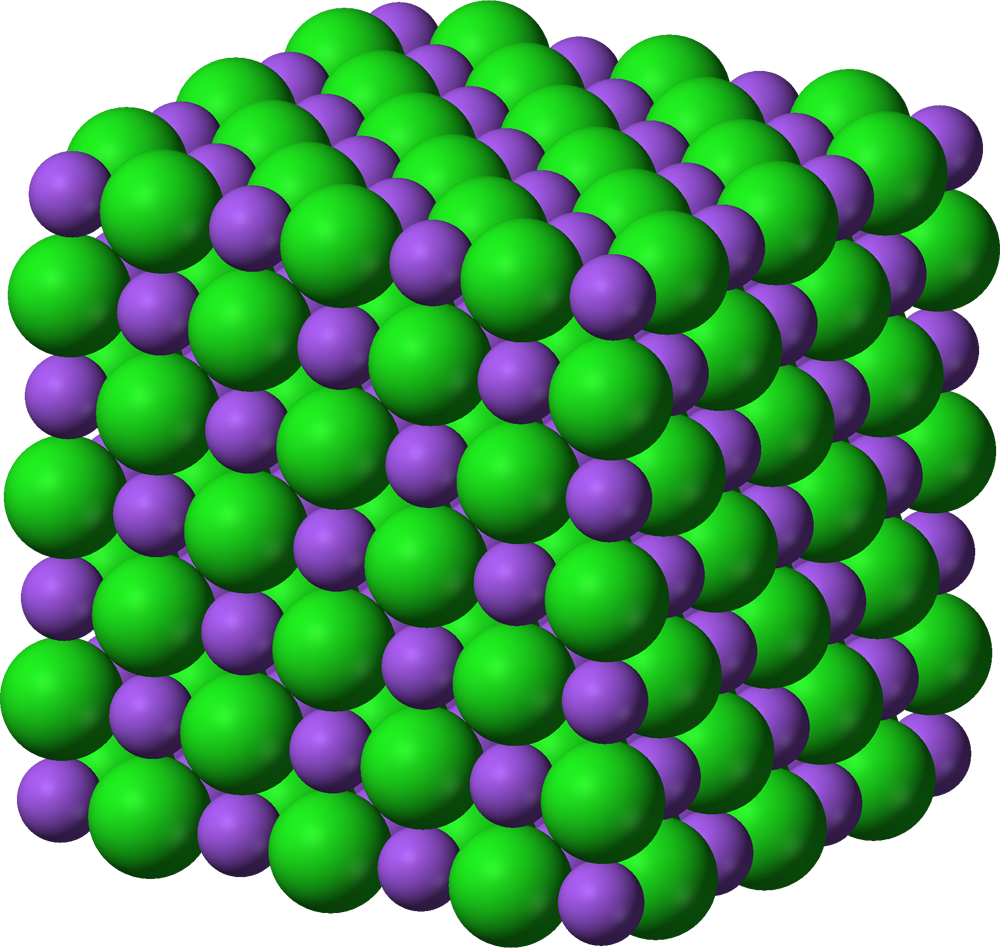
Representação da estrutura cristalina do cloreto de sódio

Cristais são admirados por sua regularidade e simetria, no entanto só começaram a ser investigados cientificamente após o século XVII. Johannes Kepler especulou em sua publicação Strena seu de Nive Sexangula (1611) que a simetria hexagonal dos cristais de gelo era devida à disposição regular das partículas de água.
A simetria dos cristais foi investigada pela primeira vez por Nicolaus Steno (1669), que mostrou que os ângulos entre as faces são os mesmos em qualquer amostra de um determinado tipo de cristal, e por René Just Haüy (1784), que descobriu que toda face de um cristal pode ser descrita pela simples combinação de blocos de mesma forma e tamanho. Em seguida, William Hallowes Miller em 1839 deu a cada face do cristal uma identificação única através de três números inteiros, os índices Miller, que são usados até hoje na identificação das faces dos cristais. Os estudos feitos por Hauis o levaram a conclusão correta de que cristais são arranjos tridimensionais (rede de Bravais) de átomos e moléculas; uma única célula unitária é repetida indefinidamente ao longo das três direções principais, que não são necessariamente perpendiculares.
No século XIX, um catálogo completo das possíveis simetrias de um cristral foi produzido por Johann Hessel, Auguste Bravais, Yevgraf Fyodorov, Arthur Schonflies e William Barlow. Dos dados disponíveis e fundamentos físicos, Barlow propôs várias estruturas de cristais nos anos de 1880, mas que só foram confirmados mais tarde através da cristalografia de raios X. Em 1880, os dados disponíveis eram muito escassos para que os modelos de Barlow fossem aceitos como conclusivos.
Os raios X foram descobertos por Wilhelm Conrad Rontgen em 1895, justamente quando os estudos sobre a simetria dos cristais estavam sendo concluídos. Inicialmente, físicos não estavam certos sobre a natureza do raio X, mas desconfiavam (corretamente) de que deveria se tratar de ondas de radiação eletromagnética, ou em outras palavras, uma outra forma de luz. Naquela época, o modelo de onda da luz - mais especificamente, a teoria de Maxwell sobre a radiação eletromagnética - foi bem aceito no meio científico, e os experimentos de Clarles Glover Barkla mostrou que raio X exibia fenômenos associados com ondas eletromagnéticas, incluindo polarização transversa e linhagens espectrais, que também são observados em ondas dentro da região de luz visível.
Experimentos com uma fenda única realizados no laboratório de Arnold Somemrfeld sugeriram que o comprimento de onda de raio X era aproximadamente 1 angstrom. No entanto, raio X são formados por fótons, e por isso não são apenas ondas de radiação eletromagnética mas também exibem propriedades de partículas. O conceito de fóton foi introduzido por Albert Einstein em 1905, mas não foi amplamente aceito ate 1922, quando Arthur Compton confirmou através do dispersamento de raio X por elétrons. Portanto, as propriedades de partícula do raio X, como a ionização de gases, causou argumentação com William Henry Bragg em 1907 em que dizia que raio X não era radiação eletromagnética. Todavia, a visão de Bragg não foi amplamente aceita e a observação da difração do raio X em 1912 confirmou para a maior parte dos cientistas que o raio X era uma forma de radiação eletromagnética.

## Análise de cristais através de raio X
Cristais são disposições regulares de átomos, e raio X é um tipo de radiação electromagnética. Átomos tem a propriedade de dispersar ondas de raio X através de seus elétrons. Como as ondas do mar que produzem ondas secundárias quando atingem um farol, ondas de raio X produzem ondas esféricas secundárias partindo dos eletrons ao atingi-los. Esse fenômeno é conhecido como dispersão elástica, e os elétrons são chamados de dispersantes. Um arranjamento regular de dispersantes produzem uma disposição regular de ondas esféricas. Apesar dessas ondas se cancelarem na maior parte das direções em interferências destrutivas, elas se adicionam construtivamente em algumas direções, determinadas pela lei de Bragg.
Essas direções específicas aparecem como pontos no modelo de difração, chamado de reflecções. Difração de raio X é o resultado da colisão entre ondas electromagnéticas (raio X) em um arranjamento regular de dispersantes (a disposição regular de atomos dentro do cristal).
Raio X é utilizado para produzir o modelo de difração porque seu comprimento de onda é da mesma ordem de magnitute (1-100 angstrons) do espaçamento d entre os planos do cristal. Em princípio, qualquer onda que colida em um arranjamento regular de dispersantes produz difração, predito por Francesco Maria Grimaldi em 1665. No entanto, o espaçamento entres os planos do cristal e o comprimento de onda devem ser próximos em comprimento para produzir uma difração significante.

## Aspectos físicos

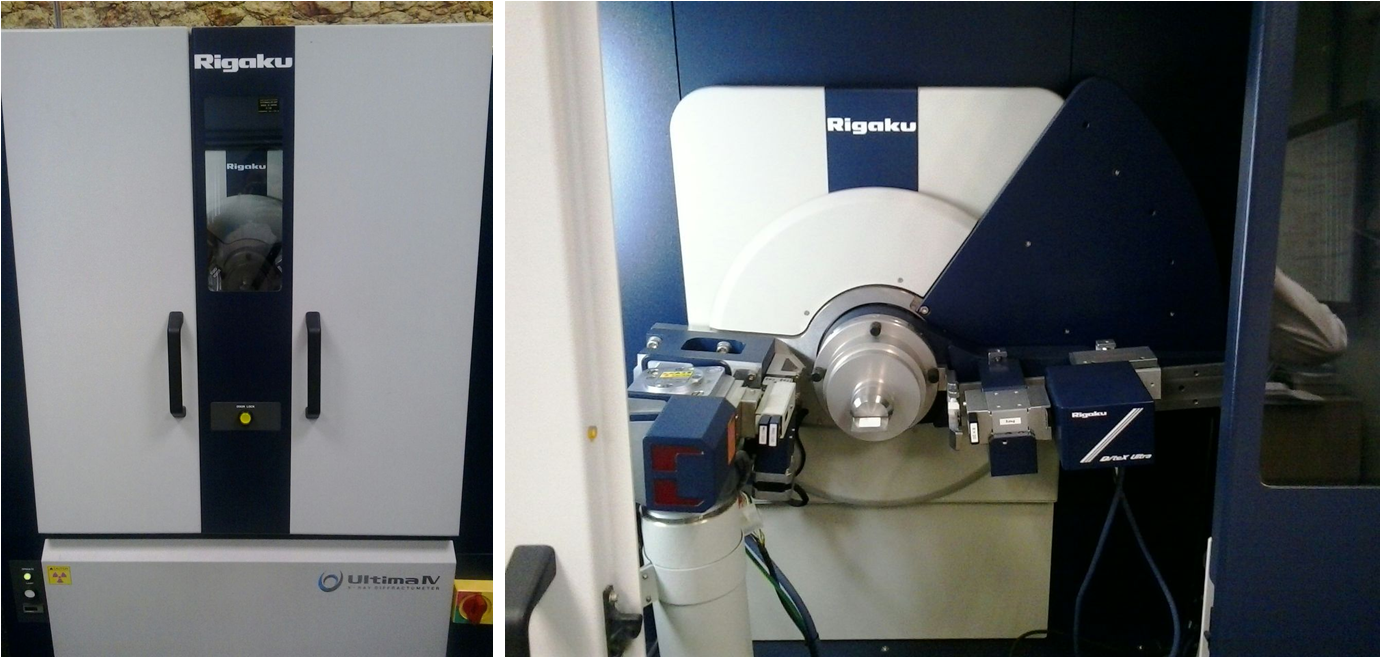
Difratômetro de raios X

Para uma análise precisa da estrutura de um material cristalino e assim para a determinação de sua composição, é necessária uma abordagem teórica dos fenômenos responsáveis pela difração de raios X. Vários aspectos influenciam os picos de difração, afetando diretamente o estudo e compreensão dos resultados obtidos, chamados de difratogramas.

### Espalhamento e interferência
Os fótons de raios X espalhados podem, em condições favoráveis, difratar como ocorre com a luz visível, por exemplo. Se tratados como funções de onda, estas podem interferir umas com as outras resultando em regiões de maior ou menor intensidade espalhada, dependendo unicamente de interferências construtivas e destrutivas.

### Difração de raios X
A difração de raios X, como já visto, é muito importante na análise das estruturas dos materiais. Esta técnica permite a identificação de compostos cristalinos assim como fornece detalhes a respeito do tamanho, perfeição e orientação dos cristais.
Baseando nos princípios básicos dos fenômenos ondulatórios se observa um fenômeno muito interessante. A difração acontecerá no caso de incidirmos um feixe de raios X sobre um material policristalino, ou seja, que apresenta uma distribuição ordenada, periódica de seus átomos no espaço, e que tenha uma distância interatômica da ordem do comprimento de onda desse raio-X. Vamos agora estudar a difração de modo mais geométrico.
Considere um feixe monocromático de raios X, com comprimento de onda λ, incidindo com um ângulo θ em um conjunto de planos cristalinos com espaçamento d. Só ocorrerá reflexão, isto é, interferência construtiva, se a distância extra percorrida por cada feixe for um múltiplo inteiro de λ. Por exemplo, o feixe difratado pelo segundo plano de átomos percorre uma distância PO + OQ a mais que o feixe difratado pelo primeiro plano de átomos. A condição para que ocorra interferência construtiva é:
PO + OQ = nλ = 2d sen θ; n= 1, 2, 3, 4...
Esta equação é conhecida como Lei de Bragg e os ângulos θ para os quais ocorre difração são chamados ângulos de Bragg. Fica claro, pela equação, que as direções para as quais ocorre difração (interferência construtiva) são determinadas pela geometria do reticulado.
A Lei de Bragg é uma condição geométrica que o arranjo cristalino deve satisfazer em primeiro lugar, para que possamos ter difração do feixe incidente.
A difração geralmente ocorre quando o comprimento de onda é da ordem da distância interplanar, d. Este requisito sai da Lei de Bragg, conforme mostra o slide. Para a maioria dos cristais, d é da ordem de 3Å ou menos, o que significa que λ não pode exceder 6Å. Um cristal não poderia ser difratado por uma radiação ultravioleta, de comprimento de onda da ordem de 500 Å. Por outro lado, se λ é muito pequeno, o ângulo de difração é muito pequeno para ser medido.

## Espalhamento elástico e inelástico
A cristalografia de raios-X é uma forma de espalhamento elástico. Os raios incidentes e espalhados possuem a mesma energia e mesmo comprimento de onda, tendo alterada apenas sua direção.
Já no espalhamento inelástico, energia é transferida do raio-X incidente para o cristal, excitando um elétron da camada interna do átomo a um nível de energia mais alto. Este tipo de espalhamento reduz a energia (ou aumenta o comprimento de onda) do raio de saída. O espalhamento inelástico é útil para investigar excitações da matéria, mas não na determinação da distribuição de espalhadores dentro da matéria, que é o objetivo da cristalografia de raios X.
Os comprimentos de onda dos raios-X geralmente estão no intervalo entre 10 e 0.01 nanômetros, sendo que o tipicamente usado em cristalografia é 1 angstrom (ou 0.1 nanômetro). Comprimentos de onda maiores (como o ultravioleta) não possuem resolução suficiente para determinar as posições atômicas, e os menores (como os raios gama) são difíceis de serem produzidos em grande número, difíceis de encontrar o foco de ação e além disso interagem fortemente com a matéria, produzindo pares partícula-antipartícula.

## Outras técnicas
Existem outras técnicas de espalhamento elástico de raios-X, como difração de pó e difração de fibras (com a qual foi possível determinar a estrutura do DNA). Geralmente a difração de raios-X em monocristal oferece maior quantidade de informações, porém é mais difícil produzir um cristal desse tipo suficientemente grande e regular. Essas técnicas utilizam raios-X monocromáticos.
Um amplo espectro de raios-X (isto é, uma mistura de raios-X com comprimentos de onda diferentes) também pode ser usado para realizar difração de raios X, uma técnica conhecida como o método de Laue. Este é o método utilizado na descoberta original de difração de raios X. O espalhamento Laue fornece muitas informações estruturais com uma curta exposição ao feixe de raios-X, e por isso é usado em estudos estruturais de eventos muito rápidos.

## Visão global de um monocristal por difração de raios X
O método mais antigo e preciso de cristalografia de raios X é difração de raios-X, em que um feixe de raios-X atinge um único cristal, produzindo feixes espalhados. Ao chegar em um pedaço de filme ou outro detector, estes feixes  produzem um padrão de difração de pontos. Os pontos fortes e ângulos desses feixes são registradas quando o cristal é girado gradualmente. Cada ponto é chamado de reflexão, uma vez que corresponde à reflexão dos raios-X de um conjunto de planos espaçados dentro do cristal. Os átomos em um cristal não são estáticos, mas oscilam sobre suas posições médias, geralmente por menos de alguns décimos de um angstrom. A cristalografia de raios X permite medir o tamanho destas oscilações.

## Procedimento
A técnica de um único cristal de cristalografia de raios-X tem três passos básicos. O primeiro e, muitas vezes mais difícil passo é obter um cristal adequado do material em estudo. O cristal deve ser suficientemente grande (geralmente maiores que 0,1 mm em todas as dimensões), na composição pura e regular em sua estrutura, sem imperfeições internas significativas, tais como rachaduras ou geminação.
Na segunda etapa, o cristal é colocado em um intenso feixe de raios-X, normalmente de um único comprimento de onda, produzindo o padrão regular de reflexões. Quando o cristal é girado gradualmente, as reflexões anteriores desaparecem e outras novas aparecem, a intensidade de cada ponto é registrada a cada orientação do cristal.
Na terceira etapa, esses dados são combinados computacionalmente com informações químicas complementares para produzir e refinar um modelo do arranjo dos átomos dentro do cristal. O modelo final, agora chamado de estrutura cristalina, é normalmente armazenado em um banco de dados público.

## Aplicações - Contribuições para a biologia
A cristalografia de raios X tem desempenhado um papel crucial na determinação de compostos orgânicos, no estudo de moléculas e macromoléculas biológicas.
A primeira estrutura de um composto orgânico, hexametilenotetramina, foi determinada em 1923. Isto foi seguido por vários estudos na cadeia longa de ácidos graxos, que são componentes importantes das membranas biológicas. Na década de 1930, as estruturas de moléculas muito maiores, com complexidade bidimensional começaram a ser solucionadas. Um avanço significativo foi a estrutura de phthalocyanine, uma grande molécula planar que está intimamente relacionada com moléculas de porfirina importantes na biologia, como heme, Corrin e clorofila.
A Cristalografia de raios X de moléculas biológicas decolou com Dorothy Crowfoot Hodgkin, que determinou as estruturas de colesterol (1937), vitamina B12 (1945) e penicilina (1954), pelo qual foi agraciada com o Prêmio Nobel de Química em 1964. Em 1969, ela conseguiu resolver a estrutura da insulina, na qual trabalhou por mais de 30 anos.
Estruturas cristalinas de proteínas (que são irregulares e centenas de vezes maior do que a do colesterol) começaram a ser solucionadas no final da década de 50, começando com a estrutura da mioglobina da Cachalote por Max Perutz e John Sir Cowdery Kendrew, para o qual foram agraciados com o Prêmio Nobel de Química em 1962. . Desde que o sucesso, mais de 61.840 estruturas de raios-X de cristais de proteínas, ácidos nucléicos e outras moléculas biológicas foram determinadas. Para comparação, o mais próximo método concorrente em termos de estruturas analisadas é a Espectroscopia por ressonância magnética nuclear (NMR), que resolveu 8.759 estruturas químicas. .
Além disso, a cristalografia pode resolver estruturas de moléculas arbitrariamente grandes, enquanto solução por NMR é restrita a estruturas relativamente pequenas (menos de 70 k Da). Cristalografia de raios X é agora usado rotineiramente pelos cientistas para determinar como uma droga farmacêutica interage com o alvo de proteínas e que mudanças podem melhorá-lo. No entanto, as proteínas da membrana intrínseca permanecem desafiando a cristalizar porque requerem detergentes ou outros meios para os solubilizar isoladamente, e detergentes freqüentemente interferem com a cristalização. Proteínas da membrana são grandes componentes do genoma e incluem muitas proteínas de grande importância fisiológica, como canais iônicos e receptores.
De acordo com a professora Yvone Mascarenhas, “conhecendo-se a estrutura molecular de enzimas que regulam as vias metabólicas em organismos causadores de doenças, podem-se propor inibidores de sua ação catalítica, de modo a bloquear o seu desenvolvimento em outros seres vivos”, que em 1956, juntamente com seu marido Sérgio Mascarenhas iniciaram as atividades em cristalografia por difração de raios X no campus da USP de São Carlos.